# Cattive acque
Cattive acque (Dark Waters) è un film del 2019 diretto da Todd Haynes, sceneggiato da Mario Correa e Matthew Michael Carnahan, distribuito da Focus Features e interpretato da Mark Ruffalo, Anne Hathaway, Tim Robbins, Victor Garber, Mare Winningham, William Jackson Harper e Bill Pullman.
Il film racconta il caso di Robert Bilott contro la società di produzione di prodotti chimici DuPont a seguito dello scandalo dell'inquinamento idrico di Parkersburg con prodotti chimici non regolamentati. Il film è basato sull'articolo del 2016 del New York Times Magazine The Lawyer Who Became DuPont's Worst Nightmare di Nathaniel Rich. Bilott ha anche scritto un libro di memorie, intitolato Exposure, che descrive in dettaglio la sua ventennale battaglia legale contro la DuPont.

## Trama
Robert Bilott è un avvocato societario di Cincinnati specializzatosi nella difesa di aziende chimiche. L'allevatore Wilbur Tennant, conoscente della nonna di Robert, gli chiede di indagare su un'insorgenza anormale di tumori e malformazioni nelle sue mucche a Parkersburg, in Virginia Occidentale. Tennant collega questo fenomeno alle attività svolte in un terreno contiguo ad opera della società chimica DuPont e consegna a Robert un grosso contenitore di videocassette. Robert visita la fattoria dei Tennant e scopre che 190 capi di bestiame sono morti con condizioni mediche insolite, come organi gonfi, denti anneriti e tumori. L'avvocato della DuPont Phil Donnelly gli comunica di non essere a conoscenza del caso, ma di voler dare una mano in ogni modo possibile.
Robert intenta così una piccola causa in modo da poter ottenere informazioni tramite la scoperta legale delle sostanze chimiche scaricate sul sito. Quando non trova nulla di utile nel rapporto dell'EPA si rende conto che le sostanze chimiche potrebbero non essere regolamentate dall'EPA. Alla ricerca di spiegazioni, Robert si confronta nuovamente con Phil durante una cena di gala, provocando uno scontro animato. La DuPont invia a Robert centinaia di scatole di documenti, sperando così di seppellire le prove, ma l'uomo si dedica alla loro certosina lettura trovando numerosi riferimenti al PFOA, una sostanza chimica senza riferimenti nei testi medici.
Nel cuore della notte la moglie incinta di Robert, Sarah, lo trova intento a strappare la moquette dal pavimento e a rovistare tra le loro padelle; ha infatti scoperto che il PFOA è l'acido perfluoroottanoico, usato per produrre il teflon e applicato anche alle pentole antiaderenti. Il PFOA e composti simili sono sostanze chimiche che permangono nel sangue.
Tennant, che viene progressivamente escluso dalla comunità per aver fatto causa al più grande datore di lavoro della regione, riceve una proposta di accordo. Robert lo incoraggia ad accettare, ma Tennant si rifiuta, rivelando che lui e sua moglie hanno entrambi il cancro. Robert invia così le prove, tra gli altri, all'EPA e al Dipartimento di Giustizia; l'EPA infligge alla DuPont una multa di 16,5 milioni di dollari. Robert tuttavia non è soddisfatto e si rende conto che gli abitanti di Parkersburg subiranno gli effetti del PFOA per il resto della loro vita.
L'avvocato cerca quindi di ottenere il monitoraggio medico per tutti i residenti di Parkersburg attraverso un'unica grande azione legale collettiva. Tuttavia la DuPont invia una lettera per notificare ai residenti la presenza del PFOA, minimizzandone gli effetti e dando così il via al processo di prescrizione; tale sotterfugio viene a galla unicamente undici mesi dopo la spedizione della missiva, concedendo così ai danneggiati un solo mese di tempo per iniziare ogni ulteriore azione. Poiché il PFOA non è regolamentato, il team di Robert sostiene che la società è responsabile, in quanto la concentrazione in acqua del PFOA era superiore ad una parte per miliardo ritenuta sicura dai documenti interni della DuPont, essendo state rilevate sei parti per miliardo.
In tribunale la DuPont sostiene che, secondo un loro successivo studio, la soglia di sicurezza è di 150 parti per miliardo. La popolazione locale protesta e la storia assume dimensioni nazionali. La DuPont accetta di patteggiare per 70 milioni di dollari, ma, poiché è tenuta a effettuare un monitoraggio medico solo se gli scienziati dimostrano che il PFOA causa i disturbi, viene istituita una valutazione scientifica indipendente. Per ottenere i dati necessari Robert dice alla gente del posto che può ottenere il denaro del risarcimento solamente dopo aver effettuato una analisi del sangue: quasi 70.000 persone si sottopongono allo studio.
Passano sette anni senza alcun risultato dalla revisione. Tennant muore e Robert si impoverisce in seguito a diversi tagli di stipendio, mettendo a dura prova il suo matrimonio. Quando Tom gli comunica un ulteriore taglio di stipendio l'uomo crolla, tremando. I medici dicono a Sarah che ha sofferto di un attacco ischemico transitorio (TIA) causato dallo stress. La moglie dice quindi a Tom di smettere di far sentire Robert un fallito perché sta facendo qualcosa per le persone che hanno bisogno di aiuto. Il team che ha portato a termine la valutazione scientifica contatta Robert e gli comunica che il PFOA causa tumori multipli e altre malattie. A cena con la sua famiglia Robert viene informato che la DuPont sta rinnegando l'intero accordo. L'avvocato decide quindi di portare il caso di ogni imputato alla DuPont, uno per volta. Dopo aver vinto i primi tre accordi multimilionari contro la DuPont, la società risolve la class action pagando 670,7 milioni di dollari.

## Produzione
Il 21 settembre 2018 è stato annunciato che Todd Haynes avrebbe diretto il film, allora intitolato Dry Run, tratto da una sceneggiatura di Matthew Michael Carnahan e che sarebbe stato prodotto da Participant Media insieme a Mark Ruffalo. Nel novembre 2018 è stato annunciato ufficialmente Ruffalo come protagonista del film. Nel gennaio 2019 Anne Hathaway, Tim Robbins, Bill Camp, Victor Garber, Mare Winningham, William Jackson Harper e Bill Pullman sono stati annunciati nel cast del film, con Christine Vachon e Pamela Koffler produttori del film sotto Killer Films. Le riprese sono iniziate il 14 gennaio 2019 a Cincinnati.

## Promozione
Il primo trailer del film è stato pubblicato online il 19 settembre 2019, seguito il 24 dicembre da quello in italiano.

## Distribuzione
Il film è stato distribuito nelle sale cinematografiche statunitensi da Focus Features a partire dal 22 novembre 2019 in distribuzione limitata, per poi espandersi dal 6 dicembre. In Italia è stato distribuito da Eagle Pictures a partire dal 20 febbraio 2020.

## Accoglienza

### Incassi
A fronte di un budget di circa 20 milioni di dollari, il film ne ha incassati globalmente 21 milioni; di questi, 11,1 milioni dalle sale cinematografiche statunitensi ed i restanti 9,9 milioni dal resto del mondo.
Negli Stati Uniti, nel weekend di apertura il film ha incassato 102 656 dollari da quattro sale. Il fine settimana successivo è cresciuto fino a 94 sale, incassando 630 000 dollari. Il film è uscito estensivamente nel suo terzo weekend di programmazione, incassando 4,1 milioni di dollari da 2 012 sale per poi incassare altri 1,9 milioni di dollari nel suo quarto weekend.
In Italia, nel weekend di debutto, il film ha incassato poco più di 250 000 euro mentre, nel secondo, circa 113 000 euro, per un totale di 445 000 euro nelle due settimane di programmazione prima della chiusura delle sale cinematografiche a causa dell'epidemia di COVID-19.

### Critica
Su Rotten Tomatoes il film ha una percentuale di approvazione dell'89% sulla base di 197 recensioni, con una valutazione media di 7,3/10. Il consenso della critica sul sito web riassume: "racconta con forza una vera storia di malefatte irritanti, onorando le vittime e dando apertamente la colpa ai responsabili". Su Metacritic il film ha un punteggio medio ponderato di 72 su 100, basato su 36 recensioni, che indica "recensioni generalmente favorevoli". Il pubblico intervistato da CinemaScore ha attribuito al film un voto medio di "A-" in scala da A+ a F, mentre quelli del PostTrak gli hanno attribuito una media di 3,5 stelle su 5, con il 60% che lo consiglierebbero sicuramente a un amico.

### Reazione economica
La dissoluzione della DuPont all'inizio del 2019 ha fatto nascere una nuova società, la DuPont, che ha continuato a perdere valore per tutta la seconda metà del 2019, in quanto gli investitori erano ancora preoccupati per le potenziali passività legate ai vecchi prodotti fluoropolimerici della DuPont. Mentre il portfolio è ora parte di Chemours e le società hanno risolto le cause di salute pubblica citate nel film, Chemours ha citato in giudizio DuPont, sostenendo che l'ex società madre le ha addossato onerose responsabilità quando non è riuscita a preparare le proiezioni finanziarie in buona fede. La Chemours ha stimato che avrebbe dovuto pagare oltre 200 milioni di dollari per far fronte ai danni ambientali in North Carolina causati da un altro impianto di produzione di PFAS in quella regione, mentre il precedente insediamento in West Virginia e in Ohio è costato 671 milioni di dollari, che sono stati divisi tra le due società.
Quando il film è stato pubblicato il 12 novembre, il prezzo delle azioni della DuPont è calato ulteriormente di 7,15 punti, passando da 72,18 a 65,03. L'amministratore delegato della DuPont, Marc Doyle, e i dirigenti e gli investitori hanno sostenuto in dichiarazioni interne che gran parte del film non era basato su fatti accurati, nonostante il fatto che molti dei dirigenti a cui questo film attribuisce la colpa lavorino ancora oggi alla DuPont. Secondo Doyle sono state rilasciate dichiarazioni pubbliche limitate perché "in una situazione come questa non serve a molto combattere in pubblico. Questo non farebbe altro che attirare sempre più l'attenzione su di essa". Il presidente esecutivo Ed Breen non ha voluto commentare se DuPont avrebbe intrapreso un'azione legale in risposta al film, ma ha detto agli investitori: "Ovviamente abbiamo un sacco di avvocati che si stanno occupando di questo".

## Riconoscimenti
- 2019 – Satellite Award[23]
  - Candidatura al miglior attore in un film drammatico a Mark Ruffalo
  - Candidatura alla miglior sceneggiatura non originale a Matthew Michael Carnahan e Mario Correa